# زکی عثمان (بازیکن فوتبال، زاده ۱۹۳۲)
زکی عثمان (عربی: زكي عثمان؛ زاده ۱۹۳۲ - درگذشته ۱۴ نوامبر ۲۰۱۴) بازیکن فوتبال اهل مصر بود.
از باشگاه‌هایی که در آن بازی کرده‌است می‌توان به باشگاه ورزشی زمالک و باشگاه فوتبال السکه الحدید اشاره کرد.
وی همچنین در تیم ملی فوتبال مصر بازی کرده‌است.